# Sunila (entreprise)
Pour les articles homonymes, voir Sunila.
Sunila (finnois : Sunila Oy) est une société de l'industrie forestière basée dans le quartier de Sunila à Kotka en Finlande.